# Stor-Burvattnet
Stor-Burvattnet eller Stora Burvattnet är en sjö i Krokoms kommun och Åre kommun i Jämtland och ingår i Indalsälvens huvudavrinningsområde. Sjön har en area på 11,3 kvadratkilometer och ligger 566 meter över havet. Sjön avvattnas av vattendraget Långan (Storån).

## Geografi
Sjön är reglerad av Indalsälvens Vattenregleringsföretag. Ytan varierar mellan 9,6 km² och 12,9 km² med en dämningsamplitud av 7 m. Lilla Burvattnet ligger 559,7 m ö.h. och Stora Burvattnet 560 m ö.h.
Det största djupet ligger på 139 meter
och sjön är belägen norr om Oldfjällen mellan Njaarke sameby och Jovnevaerie sameby. Burvattnet avvattnas genom Långan till Indalsälven.

## Delavrinningsområde
Stor-Burvattnet ingår i det delavrinningsområde (710242-137801) som SMHI kallar för Utloppet av Stor-Burvattnet. Medelhöjden är 661 meter över havet och ytan är 33,42 kvadratkilometer. Räknas de 12 avrinningsområdena uppströms in blir den ackumulerade arean 98,37 kvadratkilometer. Långan (Storån) som avvattnar avrinningsområdet har biflödesordning 2, vilket innebär att vattnet flödar genom totalt 2 vattendrag innan det når havet efter 322 kilometer. Avrinningsområdet består mestadels av skog (22 procent) och kalfjäll (41 procent). Avrinningsområdet har 11,28 kvadratkilometer vattenytor vilket ger det en sjöprocent på 33,7 procent.